# Prateria nordamericana

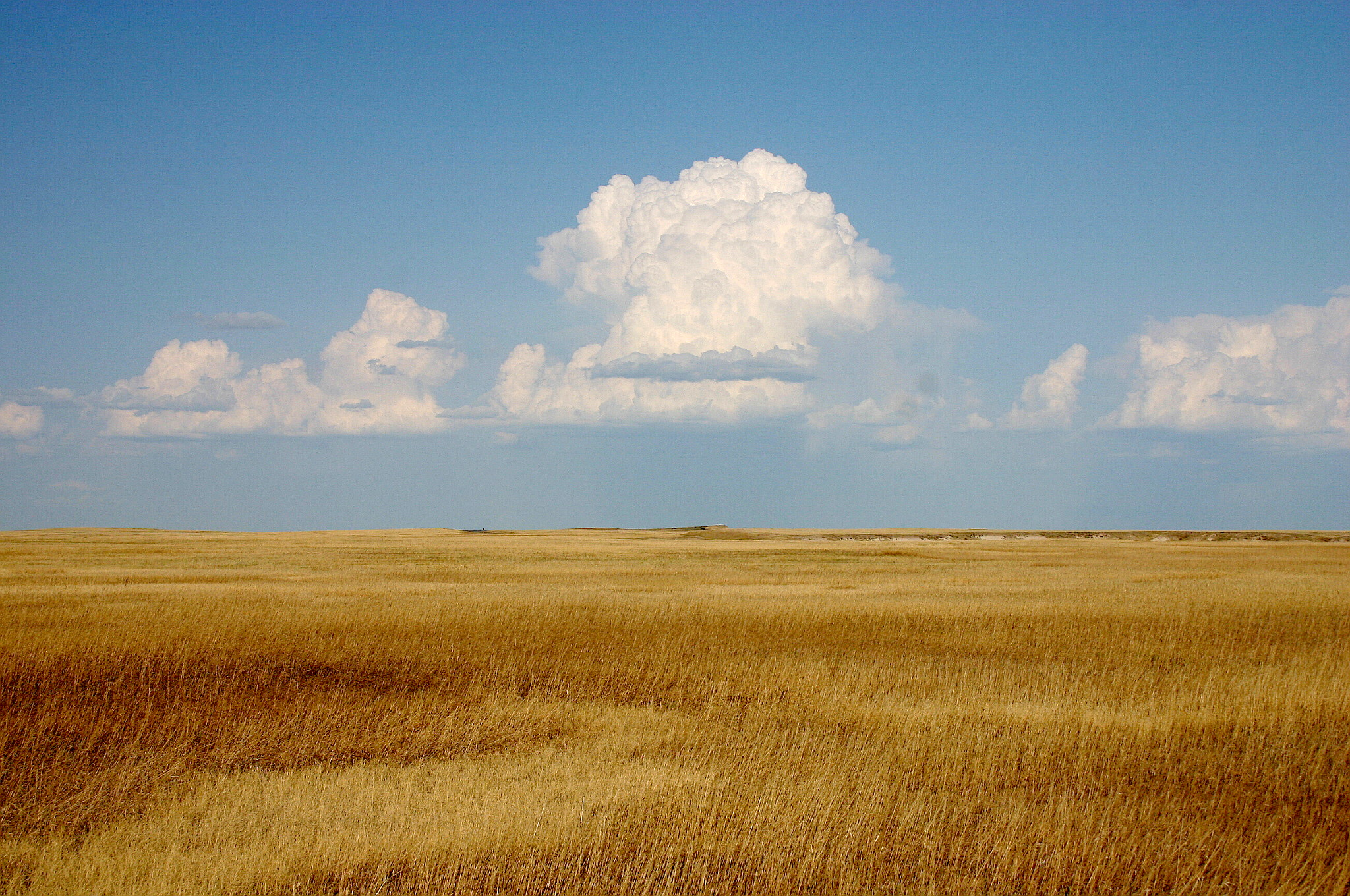
Prateria nel Parco Nazionale delle Badlands in South Dakota

La prateria nordamericana (in inglese prairie, a sua volta dal francese prairie) comprende alcuni ampi territori del Nord America e si riferisce in particolare ad una vasta area denominata le Grandi Pianure (costituite dagli stati del Dakota del Nord, Dakota del Sud, Nebraska, Kansas, Oklahoma, Texas, Colorado, Wyoming e Montana), e da gran parte degli stati dell'Indiana, Illinois, Iowa, Missouri, Wisconsin e Minnesota.

## Descrizione
In Canada, la prateria occupa vaste aree degli stati di Manitoba, Saskatchewan, e Alberta. A volte, negli Stati Uniti e in Canada, viene fatta una distinzione tra le Alte pianure a occidente del 100º meridiano con poca vegetazione (shortgrass prairie, che può essere considerata una steppa) e le pianure orientali con una vegetazione più importante (tallgrass prairie, dal Texas centrale al Manitoba meridionale). La maggior parte di questi territori è stata convertita in terreno agricolo negli ultimi duecento anni.
Il fuoco è una parte importante dell'equilibrio ecologico della prateria nordamericana; gli incendi naturali o provocati dall'uomo erano episodi comuni nelle aree della prateria. Così come anche il pascolare del bisonte americano e la presenza dei cani della prateria aiutano a mantenerne le caratteristiche naturali. Vi sono anche delle piccole praterie nella parte più orientale del Nord America che probabilmente furono create dai periodici incendi provocati dagli indiani. Alcune di queste erano lungo la costa meridionale del lago Erie negli odierni stati della Pennsylvania e di New York; un'altra era tra il lago Seneca e il lago Cayuga nell'odierno stato di New York.
Tra le praterie considerate aree protette ci sono:
- Midewin National Tallgrass Prairie, nella contea di Will, in Illinois
- Neal Smith Wildlife Refuge, in Iowa
- Konza Prairie, Manhattan, Kansas
- Tallgrass Prairie National Preserve, Kansas
- Nine-Mile Prairie, Nebraska
- Zumwalt Prairie, Wallowa County, in Oregon
- Richard Bong State Recreation Area, nella contea di Kenosha in Wisconsin

Col termine di prateria vergine si indica un'area di prateria che non è mai stata dissodata. Esistono ancora delle piccole praterie vergini negli stati del Midwest statunitense e in Canada.

### Fauna
Le zone che non hanno ancora subito l'intervento umano ospitano alcune specie di erbivori selvatici. Quella più rappresentativa è senz'altro il bisonte americano (Bison bison), che si aggrega in grandi mandrie a scopo difensivo e compie, durante la stagione avversa, delle spettacolari migrazioni verso sud. Tra gli altri grandi erbivori ricordiamo il cervo mulo (Odocoileus hemionus) e l'antilocapra (Antilocapra americana), che ha subito, come il bisonte, una vera e propria strage nel XIX secolo, e i cui grandi predatori, come il puma (Puma concolor), sono ormai molto ridotti. Tipici mammiferi costruttori di tane sotterranee sono invece, tra i molti roditori presenti: il cane delle praterie (Cynomys ludovicianus), che vive in gigantesche tane sociali simili a labirinti; alcuni citelli, tra cui Ictidomys tridecemlineatus, così chiamato perché la pelliccia, di colore bruno, è caratterizzata da 13 strisce bianche con piccole macchie, o il gopher di pianura (Geomys bursarius), molto ben adattato alla vita sotterranea, con occhi piccoli, orecchie ridotte, enormi incisivi, e piedi atti a correre velocemente, anche all'indietro.
I roditori sono spesso facile preda del coyote (Canis latrans) e del bobcat o lince rossa (Lynx rufus), specie entrambe adattate anche ad ambienti diversi, o del tasso americano (Taxidea taxus), molto legato invece alle praterie, o di alcuni serpenti come Heterodon nasicus, caratteristico colubride a costumi fossori, con muso appuntito e capace di dilatare il collo come un cobra. Tra i saltatori-corridori si possono, invece, ricordare alcuni lagomorfi come la lepre a coda nera (Lepus californicus) e il silvilago orientale (Sylvilagus floridanus), che non costruiscono grandi tane sotterranee e sfuggono ai predatori sfruttando, oltre alla corsa, il sensibilissimo udito e la vista, e uscendo allo scoperto essenzialmente al crepuscolo o di notte. Nei pantani che si formano dopo le piogge o nelle anse dei fiumi è molto comune la rana toro (Lithobates catesbeianus).
In questi ampi ambienti aperti vi sono, inoltre, un grande numero di uccelli granivori e insettivori, come molti passeriformi, predatori di micromammiferi e rettili, come alcune poiane (Buteo jamaicensis, swainsoni ecc.) o anche «spazzini» come l'avvoltoio dal collo rosso (Cathartes aura). Caratteristici sono, tra i galliformi, i polli della prateria (Tympanuchus phasianellus, cupido e pallidicinctus), caratterizzati da un vistoso dimorfismo sessuale e dallo specializzatissimo corteggiamento del maschio. Queste distese di graminacee sono però in primo luogo ambienti ricchissimi di animali molto meno grandi, ma che svolgono un importante ruolo delle catene alimentari di questo ecosistema, gli insetti, tra cui possiamo ricordare le tante cavallette del genere Melanoplus o i coleotteri meloidi del genere Epicauta.